# Recta proyectiva

Transformación de Möbius sobre el campo complejo

En matemáticas, una recta proyectiva es la extensión de una recta habitual, a la que se añade un punto adicional denominado punto del infinito. La declaración y la prueba de muchos teoremas de geometría se simplifican por la eliminación resultante de casos especiales; por ejemplo, dos líneas proyectivas distintas en un plano proyectivo siempre se encuentran exactamente en un punto, eliminándose la circunstancia del "paralelismo" como un caso singular. 
Hay muchas formas equivalentes de definir formalmente una recta proyectiva; uno de los más comunes es definir una línea proyectiva sobre un campo K, comúnmente denominado P1(K), como el conjunto de subespacios unidimensionales de un espacio vectorial K bidimensional. Esta definición es una instancia especial de la definición general de un espacio proyectivo. 

## Coordenadas homogéneas
Un punto arbitrario en la línea proyectiva P1(K) puede representarse mediante una clase de equivalencia de coordenadas homogéneas, que toman la forma de un par 
{\displaystyle [x_{1}:x_{2}]}
de elementos de K que no son ambos cero. Dos de estos pares son equivalentes si difieren en un factor global λ distinto de cero: 
{\displaystyle [x_{1}:x_{2}]\sim [\lambda x_{1}:\lambda x_{2}].}

## Recta extendida por un punto en el infinito
La recta proyectiva puede identificarse con la línea K extendida por un punto en el infinito. Más precisamente, la recta K puede identificarse con el subconjunto de P1( K ) dado por 
{\displaystyle \left\{[x:1]\in \mathbf {P} ^{1}(K)\mid x\in K\right\}.}
Este subconjunto cubre todos los puntos en P1(K) excepto uno, que se llama punto del infinito : 
{\displaystyle \infty =[1:0].}
Esto permite extender la aritmética en K a P1 (K) mediante las fórmulas 
{\displaystyle {\frac {1}{0}}=\infty ,\qquad {\frac {1}{\infty }}=0,}
{\displaystyle x\cdot \infty =\infty \quad {\text{si}}\quad x\not =0}
{\displaystyle x+\infty =\infty \quad {\text{si}}\quad x\not =\infty }
Traduciendo esta aritmética en términos de coordenadas homogéneas, para el caso [0 : 0] no ocurre que: 
{\displaystyle [x_{1}:x_{2}]+[y_{1}:y_{2}]=[(x_{1}y_{2}+y_{1}x_{2}):x_{2}y_{2}],}
{\displaystyle [x_{1}:x_{2}]\cdot [y_{1}:y_{2}]=[x_{1}y_{1}:x_{2}y_{2}],}
{\displaystyle [x_{1}:x_{2}]^{-1}=[x_{2}:x_{1}].}

## Homografías
El grupo lineal {\displaystyle Gl(2,K)} actúa biyetivamente en {\displaystyle K^{2}\setminus (0,0)>} y esta acción pasa al cociente.
Como las homotecias dan la identidad al pasar al cociente, se obtiene una acción del cociente del grupo
{\displaystyle Gl(2,K)/K^{\ast }}, de be notatse que {\displaystyle PGl(2,K)}, obteniéndose el grupo de las homografías.
Sea {\displaystyle A={\begin{pmatrix}a&b\\c&d\\\end{pmatrix}}} una aplicación lineal invertible.
La correspondiente homografía {\displaystyle f} está dada, con las convenciones del párrafo anterior, por
{\displaystyle f(x)={\frac {ax+b}{cx+d}}} si {\displaystyle x\in K} es diferente de {\displaystyle -{\frac {d}{c}}.}
Para {\displaystyle x=-{\frac {d}{c}}} se tiene que {\displaystyle f(x)=\infty }.
La imagen del punto en el infinito es {\displaystyle {\frac {a}{c}}}.
Si {\displaystyle c=0}, {\displaystyle f} es una transformación afín: las transformaciones afines aparecen como homografías que mantienen el punto del infinito.
Dos tripletas de puntos distintos dos a dos {\displaystyle (x_{1},x_{2},x_{3})} y {\displaystyle (y_{1},y_{2},y_{3})}, existe una y solo una homografía que
{\displaystyle f(x_{i})=y_{i}}: esta es una consecuencia directa del hecho de que el grupo de transformaciones afines es simplemente transitivo en los pares de puntos distintos.

### Razón doble
Sean {\displaystyle a,b,c,d} cuatro puntos distintos. Existe una homografía y solo una que aplica {\displaystyle (a,b,c)} sobre {\displaystyle (\infty ,0,1)}. La imagen del cuarto punto {\displaystyle d} es por definición la razón doble de estos cuatro puntos, denotada como {\displaystyle [a,b,c,d]}. Si todos estos puntos son diferentes de {\displaystyle \infty }, entonces
{\displaystyle [a,b,c,d]={\frac {c-a}{c-b}}:{\frac {d-a}{d-b}}}, de ahí el nombre (véase el artículo dedicado a la razón anarmónica).
La razón doble {\displaystyle [a,b,c,\infty ]} es igual a {\displaystyle {\frac {c-a}{c-b}}}.

## Ejemplos

### Recta proyectiva real
La recta proyectiva sobre los números reales se llama recta proyectiva real. También puede considerarse como la recta K junto con un punto del infinito ∞ idealizado. El punto se conecta a ambos extremos de K, creando un ciclo cerrado o círculo topológico. 
Se obtiene un ejemplo proyectando los puntos de R2 sobre el círculo unitario y luego identificando puntos diametralmente opuestos. En términos de teoría de grupos, se puede tomar el cociente por el subgrupo {1, −1}.
Compárese con la recta numérica real extendida, en la que se distinguen {\displaystyle \infty } y {\displaystyle -\infty }.

### Recta proyectiva compleja: la esfera de Riemann
Agregar un punto en el infinito al plano complejo da como resultado un espacio que es topológicamente una esfera. Por lo tanto, la recta proyectiva compleja también se conoce como la esfera de Riemann (o también como la esfera de Gauss). Se utiliza constantemente en análisis complejo, geometría algebraica y teoría de variedades complejas, como el ejemplo más simple de una superficie compacta de Riemann.

### Para un campo finito
La recta proyectiva sobre un campo finito Fq de q elementos tiene q + 1 puntos. En todos los demás aspectos, no es diferente de las rctas proyectivas definidas sobre otros tipos de campos. En términos de coordenadas homogéneas [x : y], q de estos puntos tienen la forma: 
[a : 1] para cada a en Fq,
y el punto del infinito restante puede representarse como [1   : 0]. 

## Grupo de simetría
En general, el grupo de homografías con coeficientes en K actúa sobre la recta proyectiva P1(K). Esta acción de grupo es transitiva, de modo que P1(K) es un espacio homogéneo para el grupo, a menudo denotado como PGL2(K) para enfatizar la naturaleza proyectiva de estas transformaciones. La transitividad implica que existe una homografía que transformará cualquier punto Q en cualquier otro punto R. El punto del infinito en P1(K) es, por lo tanto, un convenio de elección de coordenadas: las coordenadas homogéneas
{\displaystyle [X:Y]\sim [\lambda X:\lambda Y]}
expresan un subespacio unidimensional mediante un único punto distinto de cero (X, Y) que se encuentra en él, pero las simetrías de la línea proyectiva permiten deplazar el punto {\displaystyle \infty } = [1 : 0] a cualquier otro, y en este sentido, de ninguna manera se distingue de los demás puntos. 
Mucho más es cierto, en el sentido de que alguna transformación puede llevar cualquier punto distinto Qi para i = 1, 2, 3 a cualquier otro trío Ri de puntos distintos (triple transitividad). Este grado de especificación 'implica' las tres dimensiones de PGL2( K ); en otras palabras, la acción grupal es estrictamente 3-transitiva. El aspecto computacional de este hecho es la razón anarmónica. De hecho, una conversión generalizada es cierta: una acción de grupo estrictamente 3-transitiva es siempre (isomorfa a) una forma generalizada de una acción PGL2(K) sobre una línea proyectiva, reemplazando "campo" por "campo KT" (generalizando el inverso a un tipo de involución más débil), y "PGL" por una generalización correspondiente de aplicaciones lineales proyectivas.

## Como curva algebraica
La recta proyectiva es un ejemplo fundamental de una curva algebraica. Desde el punto de vista de la geometría algebraica, P1(K) es una curva no singular de género 0. Si K está cerrado algebraicamente, es la única curva sobre K, hasta incluso la equivalencia racional. En general, una curva (no singular) del género 0 es racionalmente equivalente sobre K a una cónica C, que es biracionalmente equivalente a la recta proyectiva si y solo si C tiene un punto definido sobre K; geométricamente, tal punto P puede usarse como origen para hacer explícita la equivalencia biracional. 
El campo de funciones de la recta proyectiva es el campo K(T) de funciones racionales sobre K, con una sola T indeterminada. Los automorfismos de campo de K(T) sobre K forman precisamente el grupo PGL2(K) discutido anteriormente. 
Cualquier campo de función K(V) de una variedad algebraica V sobre K, que no sea un solo punto, tiene un subcampo isomorfo con K(T). Desde el punto de vista de la geometría birracional, esto significa que habrá una aplicación racional de V a P1(K), que no es constante. La imagen omitirá solo finitamente muchos puntos de P1(K), y la imagen inversa de un punto típico P será de dimensió dim V − 1. Este es el origen de los métodos en geometría algebraica que son inductivos sobre la dimensión. Los mapas racionales juegan un papel análogo a las funciones meromórficas del análisis complejo, y de hecho, en el caso de las superficies compactas de Riemann, los dos conceptos coinciden. 
Si ahora se considera que V es de dimensión 1, se obtiene una imagen de una curva algebraica típica C presentada 'sobre' P1(K). Suponiendo que C no es singular (que no es una pérdida de generalidad comenzando con K(C)), se puede demostrar que dicha aplicación racional de C a P1(K) se definirá en todas partes (ese no es el caso si hay singularidades, ya que, por ejemplo, un punto doble donde una curva se cruza a sí misma puede dar un resultado indeterminado como resultado de una aplicación racional). Esto proporciona una imagen en la que la característica geométrica principal es la ramificación. 
Muchas curvas, como por ejemplo las curvas hiperelípticas, pueden presentarse de manera abstracta, como recubrimientos ramificados de la línea proyectiva. De acuerdo con la fórmula de Riemann-Hurwitz, el género depende solo del tipo de ramificación. 
Una curva racional es una curva que es birracionalmente equivalente a una línea proyectiva (véase variedad racional); su género es 0. Una curva normal racional en el espacio proyectivo Pn es una curva racional que no se encuentra en un subespacio lineal propio; se sabe que solo hay un ejemplo (hasta la equivalencia proyectiva), dado paramétricamente en coordenadas homogéneas como 
[1   : t  : t 2  : ... : t n ].
Véase cúbica alabeada como un primer caso interesante. 